# Ващенко, Даниил Александрович
Дании́л Алекса́ндрович Ва́щенко (укр. Данііл Олександрович Ващенко; род. 2 октября 2005, Артёмовск, Донецкая область) — украинский футболист, полузащитник клуба «Александрия».

## Биография
Родился в городе Бахмуте. Воспитанник столичного колледжа имени Ивана Поддубного, в футболке которого с 2017 по 2022 год выступал в ДЮФЛУ.
В середине августа 2022 года перешёл в «Александрию». В первой половине сезона 2022/23 годов выступал исключительно за юношеский состав клуба. В футболке первой команды «горожан» дебютировал 7 мая 2023 в ничейном (1:1) домашнем поединке 25-го тура Премьер-лиги Украины против донецкого «Шахтёра». Даниил вышел на поле на 89-й минуте, заменив Николая Михайленко.

## Достижения
«Александрия»
- Серебряный призёр чемпионата Украины: 2024/25